# Brugse School
De Brugse School is een overkoepelende benaming die gegeven wordt aan een aantal kunstenaars of aan een genre schilderkunst uit de 19de en de 20ste eeuw die pittoreske hoekjes uit het oude Brugge centraal plaatst. Het was een gemakkelijk toegankelijk genre dat gretig aftrek vond bij Bruggelingen en toeristen. Ook andere kunstenaars, die aan de Brugse kunstacademie hun kennis opdeden, worden soms bij de Brugse School gerekend.

## Geschiedenis
Tussen de kunstenaars die het genre beoefenden, verspreid over verschillende generaties, is er niet noodzakelijk een gestructureerd verband via een kunstenaarsvereniging en waren er velen onder hen die zich niet tot dit genre beperkten of er aan ontgroeiden.
Flori Van Acker (1858-1940), de directeur van de Brugse kunstacademie, wordt beschouwd als de officieuze voorbeeldfiguur van het genre. Beoefenaars waren onder meer Emile Rommelaere (1873-1961), Lionel Poupaert (1900-1989), Leo Mechelaere (1880-1964), Achille Van Sassenbrouck (1886-1979), Leo Vandersmissen (1900-1966) en Louis Reckelbus (1864-1958), de conservator van het Groeningemuseum. Ook Jules Fonteyne (1878-1964) wordt vanwege zijn etsen en tekeningen van Brugse onderwerpen tot de Brugse School gerekend. Er waren ook deelnemers die, hoewel actieve schilders, er geen beroepsactiviteit van maakten, zoals Gabriël Thomas en Maurice Herreboudt. Tot de uitlopers in de late 20ste eeuw behoorden Guillaume Michiels en Leon Dieperinck.